# 薩摩ビーグル
薩摩ビーグル（さつまビーグル）は、鹿児島県原産のセントハウンド犬種である。

## 概要
明治時代後半に当時の政府要人が持ち帰ったセントハウンド（ビーグル、ハーリア、バセット・ハウンドなど）と薩摩犬の交配によって誕生した犬種である。初期の頃は、阿久根系・宮之城系・串木野系・樺山系・押川系・西郷系などの様々な系統が存在し、体格もビーグルに似ている系統やハーリアに似ている系統などがいたが、現在の薩摩ビーグルは、丸山系に出川系を交配して作出した川内系というバセットハウンドに似た犬である。
本種は、優秀な猟犬であったが、ビーグルやプロット・ハウンドなどのセントハウンドが輸入され始めると数を減らし、更に高齢化による猟師の減少や他犬種との雑種化が進み絶滅の危機に陥った。然し、薩摩ビーグルの愛好家によって絶滅の危機を回避し頭数を回復しつつある。本種は、実猟犬として飼育されている以外にも、家庭犬として飼育されている。

## 特徴
本種は、長いたれ耳を持ちバセット・ハウンドに似ている。毛色はトライカラーなど。